# Klaus von Beyme
Klaus Gustav Heinrich von Beyme (Saarau, 3 luglio 1934 – 6 dicembre 2021) è stato un politologo e saggista tedesco, professore emerito di Scienze politiche presso la Facoltà di Scienze Economiche e Sociali dell'Università di Heidelberg.

## Biografia
Beyme divenne professore ordinario all'Università di Tubinga (1967-1973) della quale nel 1971 fu anche rettore per un breve periodo. Nel 1972 è stato nominato all'Università Johann Wolfgang Goethe di Francoforte sul Meno . Durante il periodo 1973-1975, è stato presidente della Società tedesca per le scienze politiche .
Infine, dal 1974 al 1999, Beyme diventa Professore Ordinario e Direttore del Dipartimento di Scienze Politiche dell'Università di Heidelberg. Dal 1982 al 1985 è stato Presidente dell'Associazione Internazionale di Scienze Politiche, dal 1983 al 1990 membro del Consiglio di Ricerca presso l'Istituto Universitario Europeo di Firenze , nel 1985 Visiting Professor all'École des Sciences Politiques di Parigi, nel 1979 Visiting Professor alla Stanford University (California), e nel 1987 e negli anni seguenti, è stato membro dell'Academia Europaea . Nel 1989 è stato Visiting Professor all'Università di Melbourne, in Australia. Dal 1990 al 1993 è stato membro del consiglio della commissione per la ricerca sui cambiamenti sociali e politici nei nuovi stati federali. Nel 1999 Beyme fu nominato professore emerito.

## Teorie
Beyme sosteneva che ci siano state tre ondate di estrema destra dal 1945: l'onda nostalgica, trovata in Germania e in Italia. Queste parti hanno collegamenti diretti con i precedenti governi di estrema destra, che appaiono in un momento di turbolenza sociale ed economica. Sono rapidamente scomparsi, comunque. L'ondata anti-fiscale: trovata soprattutto in Francia (onda poujadista), avvenuta negli anni '50 e '60. La nuova / terza ondata: una tendenza paneuropea che risaliva agli anni '80. È la più significativa delle tre onde e continua ancora oggi.

## Opere
- Der Föderalismus in der Sowjetunion. Quelle & Meyer, Heidelberg 1964, (englische Kurzversion in: Public Policy 1964).
- Das präsidentielle Regierungssystem der Vereinigten Staaten in der Lehre der Herrschaftsformen. Müller, Karlsruhe 1967.
- Die verfassungsgebende Gewalt des Volkes. Mohr, Tübingen 1968, (griech.: Syntaktikh efoysia toy laoy, Athen: Ekdoseis (1987)).
- Politische Ideengeschichte – Probleme eines interdisziplinären Forschungsbereichs. Mohr, Tübingen 1969.
- Interessengruppen in der Demokratie. Piper, München 1969; 5. Aufl. 1980, (span.: Los grupos de presión en la Democracia. Belgrano, Buenos Aires 1986).
- Das politische System Italiens. Kohlhammer, Stuttgart 1970.
- Die politische Elite in der Bundesrepublik Deutschland. Piper, München 1971; 2. Aufl. 1974.
- Vom Faschismus zur Entwicklungsdiktatur. Machtelite und Opposition in Spanien. Piper, München 1971.
- Die politischen Theorien der Gegenwart. Piper, München 1972; 8. Aufl., Westdeutscher Verlag, Wiesbaden 2000, (span.: Teorías politicas contemporaneas. Instituto des estudios políticos, Madrid 1977), (serbokroat.: Suvremene politicke teorije. Stvarnost, Zagreb 1975), (chines.: Dangdai zhengzhi lilun. Shangwu, Peking 1990), (poln.: Wspólczesne teorie polityczne. Scholar, Warschau 2005).
- Ökonomie und Politik im Sozialismus. Ein Vergleich der Entwicklung in den sozialistischen Ländern. Piper, München 1975, paperback edition 1977, (engl.: Economics and Politics within Socialist Systems. Praeger, New York 1982).
- Gewerkschaften und Arbeitsbeziehungen in kapitalistischen Ländern. Piper, München 1977 (engl.: Challenge to Power. Trade Unions and Industrial Relations in Capitalist Countries. Sage, London 1980).
- Sozialismus oder Wohlfahrtsstaat? Sozialpolitik und Sozialstruktur der Sowjetunion im Systemvergleich, München: Piper (1977), (Englische Kurzversion in: International Political Science Review (1981)).
- Das politische System der Bundesrepublik Deutschland, Wiesbaden: Westdeutscher Verlag, (1979), 2010 11. Aufl. (VS Verlag für Sozialwissenschaften), (engl.: The Political System of the Federal Republic of Germany, Aldershot: Gower/New York: St. Martin's Press (1983)) , (slowen.: Politični sistem Zvezne Republike Nemčije, Koper: Visokošolsko središče (2002)).
- Parteien in westlichen Demokratien, München: Piper (1982); 2. Aufl. 1984, (engl.: Political Parties in Western Democraties., New York: St. Martin's Press (1985)), (span.: Los partidos políticos en las democracias occidentales, Madrid: Siglo ventiuno (1986)), (ital.: I partiti nelle democrazie occidentali, Bologna: Zanichelli (1987)).
- Die Sowjetunion in der Weltpolitik, München: Piper (1983); 2nd edition 1985, (engl.: The Soviet Union in World Politics, New York: St. Martin's Press (1987)).
- Der Wiederaufbau. Architektur und Städtebaupolitik in beiden deutschen Staaten, München: Piper (1987).
- Der Vergleich in der Politikwissenschaft, München: Piper (1988).
- Right Wing Extremism in Western Europe, London: Frank Cass Publishers (1988).
- Hauptstadtsuche. Hauptstadtfunktionen im Interessenkonflikt zwischen Bonn und Berlin, Frankfurt am Main: Suhrkamp (1991).
- Theorie der Politik im 20. Jahrhundert. Von der Moderne zur Postmoderne, Frankfurt am Main: Suhrkamp (1991); 3. Aufl. 1996, 4. Aufl. 2007, (Span.: Teoría politíca del siglo XX. De la modernidad a la postmodernidad, Madrid: Alianza (1994)).
- Die politische Klasse im Parteienstaat, Frankfurt am Main: Suhrkamp (1993); 2. Aufl. 1995, (span.: La classe política en el Estado de partídos,  Madrid: Alianza (1995)), (ital.: Classe politica a partitocrazia, Turin: UTET (1997))[2].
- Systemwechsel in Osteuropa, Frankfurt am Main: Suhrkamp (1994), (engl.: Transition to Democracy in Eastern Europe. London: MacMillan (1996)), (korean.: talsahoezu ue wa zese joenwhan, Seokang Dae Hak Kyoe Zalpanbu (2000)).
- Transition to Democracy in Eastern Europe, London: Palgrave Macmillan (1996).
- Der Gesetzgeber: Der Bundestag als Entscheidungszentrum (1997), (engl.: Parliament as a Decision-Making Centre. The Case of Germany, New York: St. Martin's Press (1998)).
- Kulturpolitik zwischen staatlicher Steuerung und Gesellschaftlicher Autonomie, Opladen: Westdeutscher Verlag (1998).
- Die Kunst der Macht und die Gegenmacht der Kunst, Frankfurt am Main: Suhrkamp (1998).
- The Legislator: German Parliament as a Centre of Political Decision Making, Aldershot: Ashgate (1998).
- Die parlamentarische Demokratie, Opladen: Westdeutscher Verlag (1999).
- Parliamentary Democracy. Democratization, Destabilization, Reconsolidation 1789-1999, Basingstoke: Macmillan (2000)
- Parteien im Wandel (2000), 2. Aufl., 2002, (kroat.: Transformacija političkih stranaka,  Zagreb: Politička misao (2002)).
- Politische Theorien in Russland 1789-1945, Wiesbaden: Westdeutscher Verlag (2001).
- Politische Theorien im Zeitalter der Ideologien, Wiesbaden: Westdeutscher Verlag (2002).
- Das Zeitalter der Avantgarden. Kunst und Gesellschaft 1905-1955, München: C.H. Beck (2005).
- Föderalismus und regionales Bewusstsein. Ein internationaler Vergleich, München: C.H. Beck (2007).
- Die Faszination des Exotischen. Exotismus, Rassismus und Sexismus in der Europäischen Kunst, München: Fink (2008).
- Geschichte der politischen Theorien in Deutschland 1300-2000, Wiesbaden: VS Verlag für Sozialwissenschaften (2009).
- Vergleichende Politikwissenschaft, Wiesbaden: VS Verlag für Sozialwissenschaften (2010).
- Kulturpolitik in Deutschland. Von der Staatskulturförderung zur Kreativwirtschaft, Wiesbaden, VS für Sozialwissenschaften (2012).
- Von der Postdemokratie zur Neodemokratie, Wiesbaden, VS Springer (2013) (engl.: From Post-Democracy to Neo-Democracy, Heidelberg, Springer (2018)).
- Liberalismus. Theorien des Liberalismus und Radikalismus im Zeitalter der Ideologien 1789-1945, Wiesbaden, Springer VS (2013).
- Konservatismus. Theorien des Konservatismus und Rechtsextremismus im Zeitalter der Ideologien 1789-1945, Wiesbaden, Springer VS (2013).
- Sozialismus. Theorien des Sozialismus, Anarchismus und Kommunismus im Zeitalter der Ideologien 1789-1945, Wiesbaden, Springer VS (2013).
- Pioneer in the Study of Political Theory and Comparative Politics, Heidelberg, VS Springer (Springer Briefs on Pioneers in Science and Practice 14) (2014).
- On Politic Culture, Cultural Policy, Art and Politics, Heidelberg, VS Springer, (Springer Briefs in Science and Practice. Texts and protocols 15) (2014).
- Religionsgemeinschaften, Zivilgesellschaft und Staat: Zum Verhältnis von Politik und Religion in Deutschland, Wiesbaden, VS Springer, (2015).
- Die Russland-Kontroverse. Eine Analyse des ideologischen Konflikts zwischen Russland-Verstehern und Russland-Kritikern, Wiesbaden,  VS Springer, (2016) (2. Aufl. 2018).
- Bruchstücke der Erinnerung eines Sozialwissenschaftlers, Wiesbaden, VS Springer, (2016).
- Rechtspopulismus – Ein Element der Neodemokratie,  Wiesbaden, VS Springer, (2018) (engl.: Rightwing Populism. An Element auf Neodemocracy, Wiesbaden, VS Springer, (2019)).
- Berlin. Von der Hauptstadtsuche zur Hauptstadtfindung, Wiesbaden, VS Springer, (2019).
- Migrationspolitik. Über Erfolge und Misserfolge, Wiesbaden, VS Springer, (2020).